# Кривая (балка)
Крива́я (также Терекли́нская, Тырыкли́нская; укр. Крива, Тереклінська, крымскотат. Terekli, Терекли) — маловодная балка в юго-западной части Керченского полуострова, длиной 16,0 км, с площадью водосборного бассейна 52,1 км². Относится в группе рек Керченского полуострова. Начало балки находится на южных отрогах Парпачского хребта, в 1,5 километра восточнее бывшего села Широкое (ранее — Узун-Аяк) простирается, часто изгибаясь, общим направлением на юго-запад, впадает в Феодосийский залив Чёрного моря у села Южное.
У Кривой 7 безымянных притоков, в русле имеется несколько прудов, сооружённых ещё в XIX веке. В 7 километрах от устья балка проходит через луг Ташлы-коль, ранее обозначавшийся как солёное озеро того же названия, а на карте 1842 года — луг Ташлы-коль. В начале XIX века в балке располагалось 5 селений.

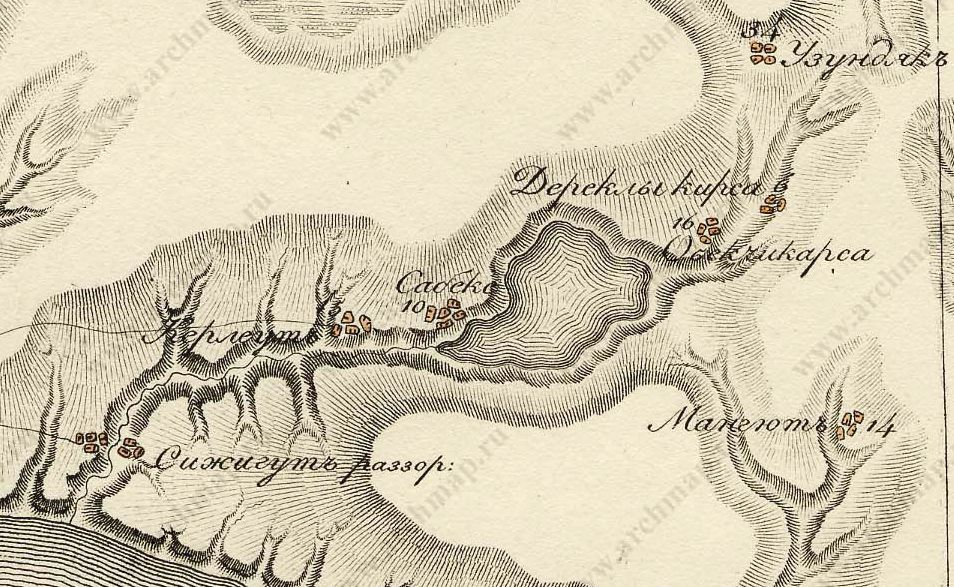
Балка Кривая на карте 1817 года

### Булдан балка
Также Булдак. Впадает с севера в луг Ташлы-коль, вероятно, являясь одним из притоков Кривой.